# Mangkujayan (Magetan)
Mangkujayan is een bestuurslaag in het regentschap Magetan van de provincie Oost-Java, Indonesië. Mangkujayan telt 1691 inwoners (volkstelling 2010).